# NOTTV

NOTTV的企業識別標誌。其中代表「O」字的黑色毛怪角色是NOTTV的吉祥物「notty」。

NOTTV是日本電信公司NTT docomo針對智慧型手機等數位行動裝置所推出的多媒體播放服務，由NTT docomo的關係企業mmbi經營，為利用日本的類比無線電視（日本稱無線電視為「地上波」）服務全面停播之後所騰出的空頻段，所提供類似無線電視的新型態媒體播放服務。2014年4月1日開播後，初期以關東、東海、關西與福岡四大都會圈為主的15個都府縣為服務範圍，並陸續擴大服務範圍至全日本。雖然以規格而言，NOTTV是一種介於電視與行動通訊服務之間、前所未有的服務分類，但在日本一般是將其視為無線電視台一類。由於用戶數無法持續提高，導致營收持續處於虧損狀態，NOTTV因而在2015年11月27日宣布將於2016年6月底停止服務，之後在2016年6月30日中午正式停播。

## 簡介

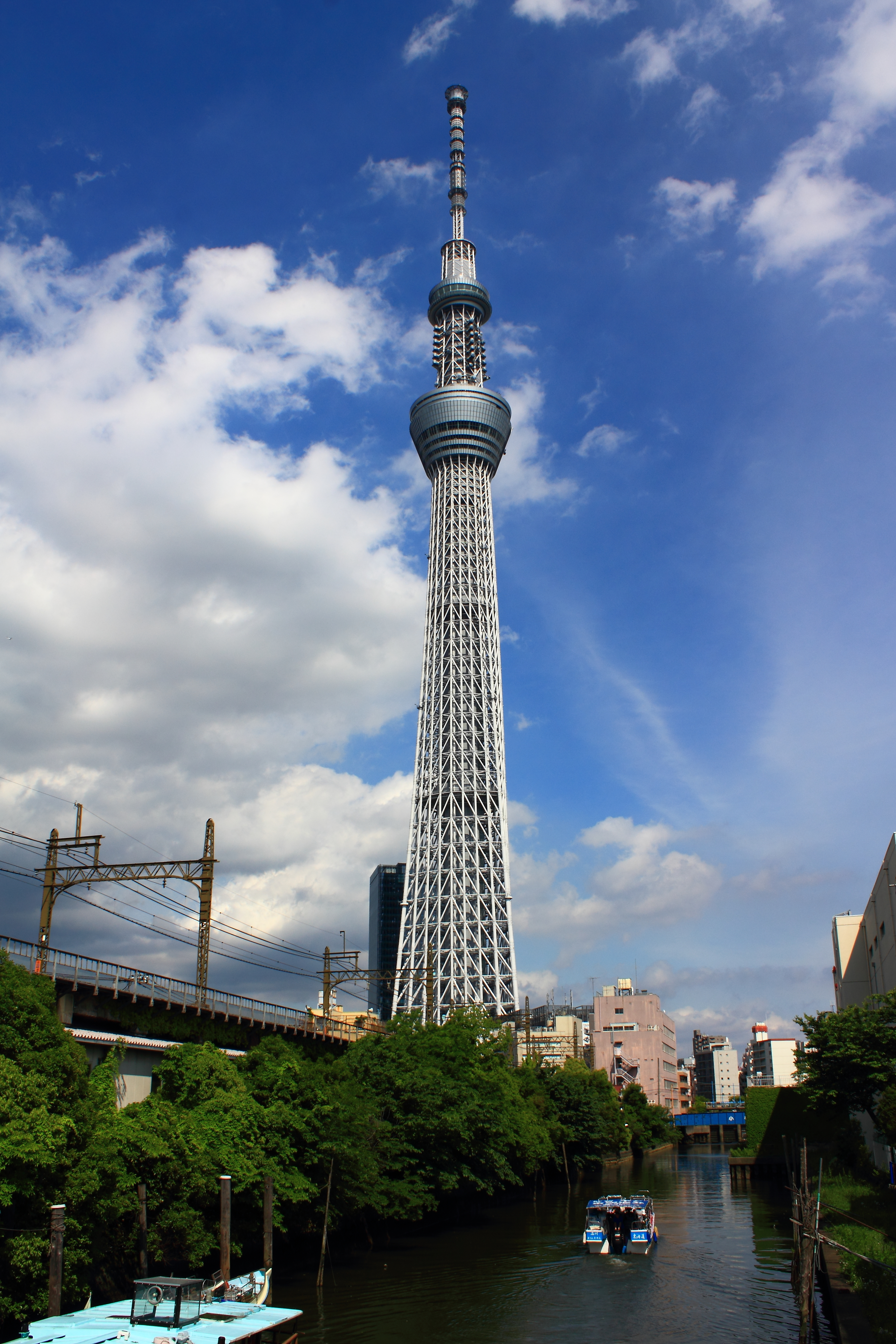
位在東京墨田的晴空塔是NOTTV服務訊號的主要發射基地之一，訊號涵蓋範圍遍及關東地區7個縣份。

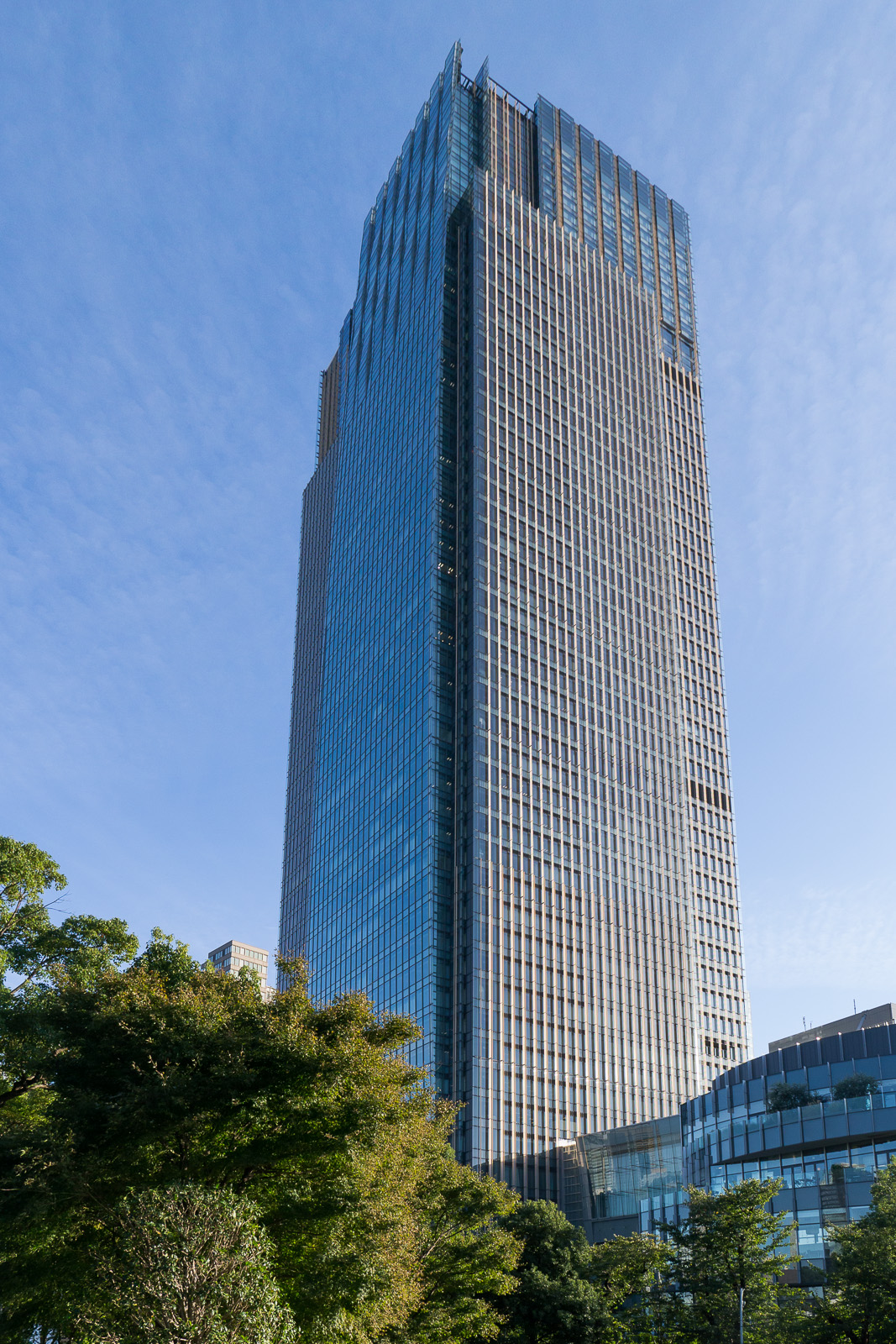
NOTTV的營運公司mmbi之總部就設在東京中城的中城大樓內。

針對行動電話的收視，NOTTV採用ISDB-Tmm規格，以VHF高頻（VHF Hi-Band，頻率介於207.5MHz至222MHz之間）播放，日本方面並且將使用此頻段播放的多媒體資訊定名為「行動播放」（/Mobacas，是英文Mobile Casting的和式簡寫轉變成的新創字）規格。其所播放的影片內容採MPEG-4 AVC/H.264格式，其中如果採即時（real-time）方式收視時畫質為720×480畫素/每秒30幅，但如果採時光平移（time-shift）方式收視的話，畫質可進一步提升至1280×720畫素的高畫質水準。相較於日本既有的One-Seg播放格式（320×240畫素/每秒15幅），整體畫質提升了約10倍。
配合影像訊號規格的提升與和一般手機不同的收訊頻率，用戶必須使用特別針對NOTTV規格所開發、內藏對應調諧器的設備。在2012年NOTTV剛開播時，市面上只能買到NTT docomo針對NOTTV而推出的一款行動電話（docomo Aquos Phone SH-06D，夏普代工出品）與一款平板電腦（docomo Medias Tab N-06D，NEC代工出品），因此限制了收視的普及。之後NTT docomo陸續增加了NOTTV對應的手機與平板電腦款式，至2013年9月支援機種已多達33款（27款手機與6款平板電腦）。且除了電視台經營業主NTT docomo之外，包括軟銀行動（SoftBank Mobile）在內的行動電話業者對手，乃至於車用導航系統等其他種類設備的製造商，也在研究推出NOTTV對應機種的可行性。
在收視費用方面，收視戶每月需負擔420日圓的基本月費，再以按次計費收視（Pay-per-view）的方式收看額外的優級節目。但是在某些特殊狀況，例如如果收視用戶同時也是docomo集團的郵購關係企業橡樹坪行銷（Oak Lawn Marketing）的消費者，並且透過NOTTV播放的電視購物節目每月至少進行一次的消費時，可以獲得等值於收視月費的回饋金，等同實際上是免費收看該電視台的節目。
除了單方面的節目收視外，配合行動設備撥放平台的特性NOTTV也陸續在增加一些傳統電視台沒有的功能特性。例如2013年夏季之後NTT docomo推出的新機種全面加入了錄影功能，或者具有背景播放功能，在畫面關閉時仍然會繼續播放節目的音源，提供與隨身聽或收音機類似的作用。另外，NOTTV也在陸續擴充像是觀眾即時投票之類，可在節目播放同時透過行動設備與觀眾互動的新功能。

## 歷史
2011年7月24日，除了3個因311大地震受創而延後進度的縣份外，日本全國正式停止使用多年的NTSC規格類比無線電視服務，全面進入數位電視時代。在電視播放規格改變之後，原本類比電視所使用的VHF高頻頻段空置而出，針對這點以NTT docomo為核心、包含手機設備製造商與富士、日本、TBS等主要電視台在內的多家大企業，共同組成經營Mobacas的營運團隊投入多媒體播放市場，也就是後來的mmbi之前身。
2012年4月1日，NOTTV正式開台，開台時播放訊號的發射站名單包含墨田（東京）、橫濱（神奈川）、佐原（千葉）、名古屋及豐橋（愛知）、津（三重）、京都、大阪、三木（兵庫）、福岡與北九州（福岡），以及沖繩等地，並陸續擴增連線的播放站數量。至於負責NOTTV的訊號播放站之營運的，是mmbi的子公司日本行動播放（Japan Mobilecasting）。
針對營運目標方面，NTT docomo希望NOTTV能在開台的第一年達到百萬戶的收視戶數，並以1000萬戶作為最終的發展目標。根據財務上的分析，電視台應要能在開台後三至四年時到達損益平衡。而在實際統計上，NOTTV是在2013年6月1日，也就是開台約14個月之後，正式達到100萬戶的收視用戶數。

## 頻道
NOTTV的播放服務是由三個頻道構成，播放內容除了電視台自製的節目外，也有不少來自衛星電視頻道SkyPerfecTV的節目內容，與一些承接自富士、TBS與日本電視台（本身也是NOTTV股東）的節目。
NOTTV的頻道包括：
- NOTTV 1：是NOTTV的主頻道，以每日的清晨5時為節目表起點全日24小時播放。播放的節目性質以娛樂節目為主，其中多數為NOTTV自製節目。
- NOTTV 2：開台時最初是以日本職業足球聯盟的賽事轉播為主要用途，之後逐漸改為NOTTV 1播放過的自製節目之重播用，或是在NOTTV 1轉播棒球之類的賽事而延誤到後續節目播放時，作為備用頻道使用。為了利用深夜較為充裕的頻寬作為時光平移節目內容的下載，因此深夜時段並不提供節目播放。
- NOTTV NEWS：24小時播放的新聞頻道。節目內容分別是由TBS旗下的新聞頻道TBS新聞鳥（TBS Newsbird）與日本電視台旗下的新聞頻道日視NEWS24（日语：日テレNEWS24）支援。

## 外部連結
- 官方網站（日語）
- YouTube上的《notty 愛的主題曲》：NOTTV官方主題曲推廣MV（NOTTV官方YouTube頻道）